# اوشو (فرانسه)
یوچوکس (به فرانسوی: Uchaux) یک کامین در فرانسه است که در Canton of Orange-Est واقع شده‌است.

## خصوصیات
یوچوکس ۱۸٫۴۸ کیلومترمربع مساحت و ۱٬۴۲۶ نفر جمعیت دارد و ۱۰۰ متر بالاتر از سطح دریا واقع شده‌است.